# Betelhem Dessie
Betelhem Dessie (en amharique : ቤተልሔም ደሴ ), née en 1999, est une informaticienne éthiopienne spécialiste des technologies Web et mobiles, et de l’intelligence artificielle.

## Biographie
Betelhem est née en 1999, et a grandi à Harar, en Éthiopie. Son intérêt pour l’informatique a commencé, selon ses propos, dès son enfance. Son père tenait un magasin d’électronique. Dans une interview, elle raconte, que désirant un peu d’argent pour fêter son 9e  anniversaire, elle s’est employé à effectuer de petites tâches dans la boutique paternelle, notamment à  envoyer à des clients des fichiers de musique audio et vidéo : « J'ai reçu environ 90 dollars, et j'ai fêté mon anniversaire »,. Cet épisode familial accroît encore son intérêt pour ce domaine informatique. Elle améliore progressivement  ses compétences en matière de montage vidéo, de maintenance informatique et d'installation de logiciels pour téléphones portables, puis commence à coder en HTML, et en plus de son travail scolaire habituel, elle enseigne les rudiments de l'informatique à ses camarades de classe.
La famille déménage de Hara à Addis-Abeba. Elle s’inscrit en génie logiciel à l'université d'Addis-Abeba. En parallèle, elle fonde une société, Anyone Can Code (ACC), en collaboration avec une autre start-up éthiopienne, iCog Labs où elle est cheffe de projet.  Dans le cadre de ces activités, elle forme des enfants de six à treize ans sur des sujets allant de la robotique à l'intelligence artificielle en passant par la programmation. Elle forme également des jeunes femmes dans le cadre d'un programme appelé Girls Can Code, un projet de l'ambassade des États-Unis. Elle intervient également sur une application qui cartographie les projets d'irrigation en Éthiopie, utilisée par le gouvernement éthiopien.
Elle a déposé quelques brevets à son nom, et a une notoriété naissante : elle a  été désignée ainsi par la revue Quartz dans un article de 2019 comme l'une des jeunes innovatrices africaines à suivre et elle est pour CNN « une des plus jeunes pionnières de la scène technologique émergente en Éthiopie ».